# Friedrich Wilhelm von Seydlitz
Friedrich Wilhelm svobodný pán von Seydlitz (3. únor 1721 Kalkar – 27. srpen 1773 Oława) byl jeden z nejlepších pruských generálů, působící především během bojů sedmileté války.

## Životopis

### Mládí
Seydlitz se narodil v Kalkaru v severním Vestfálsku kde byl jeho otec majorem pruské kavalerie. Po smrti jeho otce roku 1728 byl vychováván pouze matkou. Když mu bylo 13 let, odešel jako páže na dvůr markraběte Fridricha Viléma Braniborského, který byl plukovníkem jeho otce. U něj se naučil skvěle jezdit na koni.

### Vojenská kariéra
V roce 1740 byl Seydlitz přidělen jako kornet k pluku pruských kyrysníků. Když sloužil v první slezské válce, byl v roce 1742 zajat a král Fridrich II. Veliký za jeho zásluhy nabídnul výměnu za zajatého rakouského kapitána. V 1743 ho král jmenoval kapitánem 4. husarské jízdy, kterou přivedl k viditelné efektivitě. Sloužil i během druhé slezské války, a po bitvě u Hohenfriedbergu byl ve věku čtyřiadvaceti let povýšen na majora.
V závěru války Seydlitz dokázal svoje kvality úspěšným velením 15 eskadronám proti nepříteli, a toto, s ostatními ukázkami jeho kvalit, mu zajistilo povýšení do hodnosti podplukovníka (1752) a v roce 1753 na pozici velitele 8. pluku kyrysníků. V jeho rukách se tento pluk stal brzy vzorem pro zbytek Pruské armády. V roce 1755 mu byla udělena hodnost plukovníka.
Příští rok vypukla sedmiletá válka. Roku 1757 v bitvě u Prahy, bez ohledu na zvyk držení těžké kavalérie v záloze, zavelel svému pluku připojit se k přední hlídce. To jej téměř stálo život, když se pokoušel projet skrz bažinatý terén. Také u Kolína, v čele brigády kavalérie, se vyznamenal brilantním velením při stíhání rakouských oddílů. O dva dny později jej král povýšil na generálmajora a vyznamenal jej řádem Pour le Mérite. Seydlitz cítil, že si povýšení dlouho zasloužil, protože na blahopřání od Hanse Joachima von Zieten reagoval slovy, „Bylo na čase, Vaše Excelence, jestli chtějí větších služeb ode mne. přece jen již mám třicetšest.“
Čtyřikrát během těch chmurných týdnů, které následovaly pohromě u Kolína, Seydlitz využil svoji energii a ducha ke cvičení kavalérie. Ráno před bitvou u Rossbachu Fridrich odstranil dva své zasloužilé generály a ustavil Seydlitze do čela celého jezdectva. Výsledkem bitvy bylo kompletní zničení a rozklad nepřátelské armády. Na dosažení vítězství se podílelo jen sedm střeleckých praporů Fridrichovy armády. Zbytek byla práce Seydlitze a jeho 38 eskadron. Ještě téhož dne jej král vyznamenal Řádem černé orlice a povýšil ho do hodnosti generálporučíka. Během bitvy se zranil a byl na několik měsíců vyřazen z činnosti.
V roce 1758 v bitvě u Zorndorfu se Seydlitz znovu připojil ke králi a jeho jízda znovu zachránila situaci. U Hochkirchu kryl se 108 eskadronami záda ustupující pruské armádě a v pohromě jménem Kunersdorf byl těžce zraněn při beznadějném pokusu o dobytí kopce drženého Rusy. Během rekonvalescence se oženil s komtesou Albertininou Hacke. Znovu se vrátil do armády v květnu 1760, ale jeho zdraví bylo tak podlomené, že jej Fridrich poslal opět mimo službu.
V roce 1761 se Seydlitz vrátil a rovnou do první linie. Nyní velel křídlu armády prince Jindřicha složené z vojenských jednotek všech typů. Toto zařazení bylo velmi sporné ohledně jeho vhodnosti, neboť zatím měl zkušenosti spojené pouze s jezdectvem. 2. srpna 1762 byl poražen v bitvě u Teplic, jím vedené jednotky zajistily obrat na Freibergu 29. října 1762. Po podpisu smlouvy z Hubertusburgu se stal generálním inspektorem kavalérie ve Slezsku, kde bylo permanentně umístěno jedenáct pluků. Fridrich mu sem posílal na výcvik všechny jeho nejslibnější důstojníky.

### Na sklonku života
Roku 1767, byl Seydlitz sice povýšen do hodnosti generál jezdectva, ale následující léta byla pro něj zakalena domácím neštěstím. Jeho manželka mu byla nevěrná a jeho dvě dcery byly obě rozvedeny, starší jednou a mladší dvakrát. Jeho dříve blízké přátelství s králem skončilo díky nedorozumění. Jen kvůli jeho smrtelné chorobě se několik týdnů před jeho smrtí oba znovu setkali. Seydlitz zemřel ve svých 52 letech na mrtvici v Ohlau roku 1773.
Na jeho počest bylo pojmenováno několik německých válečných lodí, mimo jiné i bitevní křižník SMS Seydlitz a těžký křižník Seydlitz.